# Overpowered
| Recensione       | Giudizio |
| ---------------- | -------- |
| About.com        |          |
| AllMusic         |          |
| Mojo             |          |
| musicOMH         |          |
| The Observer     |          |
| Pitchfork        |          |
| Stylus Magazine  | 83/100   |
| The Sunday Times |          |
| Uncut            |          |

Overpowered è il secondo album da solista di Róisín Murphy, ex cantante dei Moloko. È stato pubblicato in Irlanda il 12 ottobre e nel resto dell'Europa il 15 ottobre 2007.

## Tracce
1. Overpowered - 5:07 - (Róisín Murphy, Paul Dolby, Mike Patto)
2. You Know Me Better - 4:17 - (Róisín Murphy, Andy Cato)
3. Checkin' on Me - 4:39 - (Róisín Murphy, Ivan Coralliza, Jimmy Douglas, Lajuana Pigram)
4. Let Me Know - 5:09 - (Róisín Murphy, Andy Cato)
5. Movie Star - 4:01 - (Róisín Murphy, Paul Dolby, Mike Patto)
6. Primitive - 4:50 - (Róisín Murphy, Ivan Coralliza)
7. Footprints - 3:37 - (Róisín Murphy, Mark de Clive-Lowe, Paul Dolby)
8. Dear Miami - 3:40 - (Róisín Murphy, Paul Dolby, Mike Patto)
9. Cry Baby - 5:54 - (Róisín Murphy, Michael Ward, Dean Honer, Richard Barrett)
10. Tell Everybody - 3:51 - (Róisín Murphy, Ivan Coralliza, Jimmy Douglass, Lajuana Pigram)
11. Scarlet Ribbons - 5:35 - (Róisín Murphy, Michael Ward, Dean Honer, Richard Barrett)

Traccia bonus dell'edizione deluxe:
1. Body Language - 4:38 - (Róisín Murphy, Andy Cato)
2. Parallel Lives - 4:22 - (Róisín Murphy, Richard Phillips)

Traccia bonus di iTunes:
1. Pandora - 3:56 - (Róisín Murphy, Richard Phillips)

Altre canzoni:
- Foolish - 3:28 - (Róisín Murphy, Paul Dolby) - B-side di Overpowered
- Sweet Nothings - 3:44 - (Róisín Murphy, Lajuana Pigram, Jimmy Douglass, Ivan Corraliza) - B-side di Overpowered
- Modern Timing - 4:28 - (Róisín Murphy, Ivan Corraliza) - Download gratuito
- Off & On - 3:30 - (Róisín Murphy, Cathy Dennis, Calvin Harris)
- Sunshine - 3:08 - (Róisín Murphy, Richard Barrett, Dean Honer, Cathy Dennis) - B-side di Let Me Know
- Unlovable - 3:56 - (Róisín Murphy, Paul Dolby, Mark de Clive-Lowe) - B-side di Let Me Know
- Keep It Loose - 3:33 - (Roisin Murphy, Mike Patto, Toni Econmides, Paul Dolby, John Mullarkey) - B-side di You Know Me Better

## Formazione
- Róisín Murphy – voce, produzione
- Matt Cappy – tromba (traccia 3)
- Dan Carey – ingegneria, produzione (traccia 11), missaggio (tracce 4 e 11)
- Andy Cato – ingegneria, strumentazione, produzione (tracce 2, 4 e 12)
- Mark de Clive-Lowe – tastiere (traccia 7)
- Carl Cox – sassofono tenore (traccia 3)
- Tom Coyne – mastering (traccia 9)
- Jimmy Douglass – produzione (tracce 3, 6 e 10), missaggio (tracce 7, 8 e 12)
- Tom Elmhirst – missaggio (tracce 1, 2, 5, 6, 8, 9, 12, 13)
- Ill Factor – produzione (tracce 3, 6, 19), produzione aggiuntiva (tracce 2, 4), production (tracks 3, 6, 10); additional production (tracks 2, 4); arrangiamenti degli ottoni (traccia 3), strumentazione (tracce 3 e 10) arrangements (track 3); instrumentation (tracks 3, 10)
- Larry Gold – arrangiamenti degli archi (tracce 3, 6 e 10)
- Dean Honer – produzione, programmazione, sintetizzatore (tracce 5 e 9), ingegneria addizionale (traccia 5)production, programming, synthesiser (tracks 5, 9)
- Eric Kupper – missaggio (traccia 2)
- Cheri London – cori (traccia 10)
- Joshua Maiden – ingegneria degli archi (tracce 3 e 6), ingegneria (traccia 10)
- Robin Mullarkey – basso (traccia 11)
- Stephan Murphy – basso (traccia 3)
- Dave Okumu – chitarra (tracce 1, 7 e 8)
- Ross Orton – batteria (traccia 5)
- Jan Ozveren – chitarra (traccia 11)
- Parrot – produzione, programmazione, sintetizzatore (tracce 5 e 9)
- Mike Patto – tastiere (traccia 1), chitarra (tracce 5 e 8)
- Richard X – tastiere, produzione (tracce 13 e 14)
- Davide de Rose – batteria (traccia 11)
- Kevin Rudolf – chitarra (traccia 4)
- Seiji – batteria, produzione (tracce 1, 7 e 8), tastiere (tracce 1 e 7), ingegneria (tracce 5, 7 e 8)
- Alexis Smith – assistente ingegnere (traccia 11)
- Philly Smith – cori (traccia 9)
- Eddie Stevens – tastiere (traccia 11)
- Stephen Tirpak – arrangiamenti degli ottoni, trombone (traccia 3)
- Mike Ward – produzione aggiuntiva (traccia 9)

## Classifiche
| Classifica (2007)             | Posizione massima |
| ----------------------------- | ----------------- |
| Australia (Hitseekers Albums) | 19                |
| Austria                       | 35                |
| Belgio (Fiandre)              | 4                 |
| Belgio (Vallonia)             | 34                |
| Finlandia                     | 28                |
| Francia                       | 154               |
| Germania                      | 57                |
| Irlanda                       | 51                |
| Paesi Bassi                   | 13                |
| Regno Unito                   | 20                |
| Scozia                        | 46                |
| Svizzera                      | 32                |